# An Evening with Wilder Spender
An Evening with Wilder Spender  è un cortometraggio muto del 1913 diretto e interpretato da Edward Dillon.

## Produzione
Il film fu prodotto dalla Biograph Company.

## Distribuzione
Distribuito dalla General Film Company, il film - un cortometraggio in una bobina - uscì nelle sale cinematografiche USA il 27 ottobre 1913.
Non si conoscono copie ancora esistenti della pellicola che viene considerata presumibilmente perduta.